# عاصم الغامدي
عاصم الغامدي (13 أغسطس 1987 -) هو صحفي سعودي، عمل مديرا لمكتب قناة الجزيرة بالسعودية ومنتجا لمكتبها بنيويورك.

## حياته
1. مرشح لنيل درجة الماجستير في الصحافة من جامعة كولومبيا في نيويورك .[3]
2. بكالوريوس هندسة صناعية من جامعة الملك فهد للبترول والمعادن بالظهران.

## مسيرته
1. مدير مكتب قناة الجزيرة في السعودية.
2. منتج بمكتب قناة الجزيرة في نيويورك.
3. صحفي في صحيفة سبق الإلكترونية.
4. أخصائي علاقات عامة وإعلام اجتماعي بالهيئة العامة للاستثمار.
5. معد ومقدم برامج تلفزيونية.
6. مدون في هفنغتون بوست.

### أبرز التغطيات الصحفية
1. عاصفة الحزم.
2. الانتخابات البرلمانية الكويتية.
3. موسم الحج.
4. المبادرة الخليجية لحل الأزمة اليمنية.

## جوائز
1. الجائزة الوطنية للإعلاميين في نسختها الأولى.
2. المركز الأول بمسابقة مذيع على الهواء في مدينة الرياض.
3. جائزة التميز في النشاط الطلابي بجامعة الملك فهد للبترول والمعادن.

## وصلات خارجية
- حساب عاصم الغامدي على تويتر
- قناة عاصم الغامدي على يوتيوب
- صفحة عاصم الغامدي على فيس بوك  على فيسبوك.